# جورج آبوت
جورج آبوت (انگلیسی: George Abbot؛ ۱۹ اکتبر ۱۵۶۲ – ۵ اوت ۱۶۳۳) اسقف اعظم، کشیش، دیپلمات، و مترجم اهل انگلستان بود.